# Collet de la Feu
El Collet de la Feu és una collada al municipi de Sant Quirze Safaja, de la comarca del Moianès.
Està situat a 828,4 metres d'altitud, al nord de l'antic poble de Bertí, a la meitat del Serrat del Soler. És a prop i al sud-est del lloc on hi hagué la masia de la Feu. Hi passa el Camí de Bellavista Nova. A llevant seu es troba el Pla de Bernils.